# 真境名ナツキ
真境名ナツキ（まじきな なつき、1987年〈昭和62年〉8月26日- ）は日本の女優、タレント、ニューハーフ。たけうち亜美らが参加する「カマちゃん倶楽部」のメンバーを経て、スターダストプロモーション所属。2017年9月よりトランスジェンダーアイドル「秘密のオト女」のメンバー。2016年6月にはトランスジェンダーとしての自身の半生をつづった映画『ハイヒール革命!』が公開された。本項では第25回レインボー・リール東京正式出品作品であるこの映画についても記述する。

## 来歴・人物
1987年8月26日、東京都生まれ。幼少時から男子であることに違和感を感じ、中学校から女子の制服で登校。性同一性障害として高等学校からは女子として登校し、女子バレー部のキャプテンも務めた。母親は早くに理解を示してくれたが、家族全体が認めてくれるまでは時間がかかったという。
10代の終わり頃に、名古屋で睾丸摘出手術を受ける。六本木のバーを経て、2015年から2016年7月までニューハーフアイドルグループ「カマちゃん倶楽部」で活動する。パートナーとプロデューサーの益田祐美子が知り合いだったことから、映画化の話が出る。
映画化がきっかけで2016年8月からスターダストプロモーションに所属する。2016年9月、自身のドキュメンタリードラマ映画『ハイヒール革命!』が公開される。2017年9月より、MTFトランスジェンダー3名で構成されるアイドルグループ「秘密のオト女」として活動。
真境名は、自分を「感情が顔に出やすいエモーショナルな人」と分析。身長は164cm。

## 著書
- 『ハイヒール革命 ―性を変える。体を変える。アタシは変わる。』廣済堂出版、2016年9月、ISBN 978-4331520529。

## 出演

### ラジオ出演
- 「真境名ナツキのオールナイトニッポンR」（2016年10月29日深夜放送）[11]

### インターネット放送
- LINEライブ『恵比寿オネェクリニック～悩み事のある夜は～』（毎週火曜放送）[10]

### テレビ出演
- NHK Eテレ『ハートネットTV』
  - 2016年2月6日 - 「ブレイクスルー File.69 私は“闘う”トランスジェンダー ―タレント・真境名ナツキ」[10][注釈 1]
  - 2017年10月11日 - 「B面談義LIVE」（秘密のオト女として）[8]
  - 2018年10月29日 - 「B面談義 #6」（秘密のオト女として）[8][12]
  - 2018年12月24日 - 「B面談義 クリスマススペシャル」（秘密のオト女として）[8][13]
  - 2019年4月29日 - 「B面談義 #9」（秘密のオト女として）[8][12]

## ハイヒール革命!

### 概要
真境名自ら演じるドキュメンタリー部分と、当時16歳の濱田龍臣が演じる再現ドラマ部分で構成され、濱田の女装姿も注目を集めた。また、第25回レインボー・リール東京正式出品作品であり、第21回日本映画祭オーストラリアでも公開された。

### 配役
- 真境名薫（真境名ナツキ） - 主人公（ドキュメンタリー部）[4][5][6][14]
- 真境名薫（濱田龍臣） - 主人公（ドラマ部）[4][5][6][14]
- 光月瞳（秋月三佳）[14]
- 佐々木詩織（小宮有紗）[14]
- 権田武史（中田裕一）[14]
- 高木幸子（藤田朋子） - 定時制高校の教員[9][14]
- 真境名法子（西尾まり） - 主人公の母親[9][14]

### DVD
- 『ハイヒール革命!』TCエンターテイメント、2017年、JAN 4562474187640。